# 松山和樹
松山 和樹（まつやま かずき、1986年4月22日 - ）は、日本のプロボクサー。山上ボクシングジム所属。
DANGAN2014 B級トーナメントスーパーライト級優勝　　日本スーパーライト級第3位　2015年11月現在

## 来歴
青森県北津軽郡板柳町で5人兄弟の4人目として生まれる。
父の影響で野球を始め小、中、高校と一貫して野球に没頭し、拓殖大学に野球推薦で入学した。
大学一年の時、青森県で建設業を営んでいた父親を末期ガンで亡くし大学を中退する。
その後スポーツジムのインストラクターとして働き一年ほどして知人からくず餅で有名な和菓子屋「船橋屋」を紹介してもらい社員として就職すると同時に軽い気持ちで家の近くにあった山上ボクシングジムに入門する。

## 戦績
- プロボクシング：17戦 12勝 (6KO)5敗(1KO)

1. 2010年1月29日　★4R判定 0ー3 中川 伸広（渡嘉敷）

2. 2010年4月26日　★4R判定 0ー3 石井 孝典 （川崎新田）

3. 2011年4月2日　  ☆3R 1:42 TKO 渡部 真弓 (M.T) 

4. 2011年8月1日  　☆4R判定 3-0 垣内 宏太 （東拳）

5. 2011年10月4日    ☆1R 0:52 KO 大村 朋之（イマオカ）

6. 2012年1月30日    ☆4R判定 2-0 相馬 一哉(一力) 

7. 2012年5月31日    ☆2R 2:20 KO 金城 優（横浜光）第69回東日本新人王トーナメントライト級部門予選

8. 2012年8月7日       ☆4R判定 0-3 上村 優（ドリーム）第69回東日本新人王トーナメントライト級部門予選

9. 2012年9月28日　 ★4R判定 0-3 ジェームス村重（KG大和）第69回東日本新人王トーナメントライト級部門準決勝

10. 2012年11月14日 ★6R 2:19 TKO 中澤 将信（帝拳）スーパーライト級6回戦

11. 2013年6月10日   ★6R判定2-0 江田剛士（草加有沢）

12. 2013年12月3日   ☆6R判定0-3 白川 亮（トヤマ）

13. 2013年3月5日　  ☆2R 0:50 TKO 三谷 雄造（八王子中屋）

14. 2014年8月29日　☆6R 0:35 TKO 上野雄大（渋谷三迫）

15. 2014年12月17日  ☆8R判定0-3 小竹 雅元（三迫）

16. 2015年3月24日　 ☆8R判定3-0 合田 剛士（草加有沢）

17. 2015年6月10日     ☆3R 1:24TKO 鈴木 義行（マナベ）

??. 2015年12月8日     ★1R 1:40 TKO 土屋修平（角海老宝石）